# Municipio de Union (condado de Rice)
El municipio de Union (en inglés: Union Township) es un municipio ubicado en el condado de Rice en el estado estadounidense de Kansas. En el año 2010 tenía una población de 738 habitantes y una densidad poblacional de 7,9 personas por km².

## Geografía
El municipio de Union se encuentra ubicado en las coordenadas 38°23′29″N 97°58′47″O / 38.39139, -97.97972. Según la Oficina del Censo de los Estados Unidos, el municipio tiene una superficie total de 93.36 km², de la cual 93,36 km² corresponden a tierra firme y (0 %) 0 km² es agua.

## Demografía
Según el censo de 2010, había 738 personas residiendo en el municipio de Union. La densidad de población era de 7,9 hab./km². De los 738 habitantes, el municipio de Union estaba compuesto por el 97,97 % blancos, el 0,14 % eran afroamericanos, el 0,54 % eran amerindios, el 0,14 % eran asiáticos, el 0,27 % eran de otras razas y el 0,95 % eran de una mezcla de razas. Del total de la población el 1,76 % eran hispanos o latinos de cualquier raza.